# Musvågen
|  | Denne artikel er oprettet af botten Steenthbot ud fra en ekstern database. Den kan derfor have sproglige fejl eller mangler. Denne skabelon kan fjernes efter kontrol af indholdet. |

Musvågen er en dansk naturfilm fra 1962 instrueret af Frank Wenzel.

## Handling
Musvågens liv på reden og i skov og mark fra maj måned, hvor ungerne kommer ud af ægget, til de måneder senere selv kan slå ned på deres bytte.